# Recommandations de la conférence générale de l'UNESCO en faveur de l'espéranto
Les recommandations de la conférence générale de l'UNESCO en faveur de l'espéranto sont deux résolutions, adoptées en 1954 puis en 1985, par la conférence générale de l'Organisation des Nations unies pour l'éducation, la science et la culture (UNESCO) visant à favoriser l'usage de l'espéranto.

## Recommandations adoptées
Deux recommandations en faveur de l'espéranto ont été adoptées par la conférence générale de l'UNESCO : 
- la première lors de la huitième session de la conférence générale, le 10 décembre 1954, à Montevideo où notamment la conférence générale[1] :
  - « autorise le Directeur général à suivre les expériences concernant l'utilisation de l'espéranto pour l'éducation, la science et la culture et à collaborer à cette fin avec l'Association universelle de l'espéranto dans les domaines intéressant les deux organisations » ;
- la deuxième lors de la vingt-troisième session, le 8 novembre 1985 à Sofia où notamment la conférence générale[2] :
  - « prie le Directeur général de continuer à suivre avec attention le développement de l'espéranto comme moyen d'améliorer la compréhension entre nations et cultures différentes »,
  - « recommande aux organisations internationales non gouvernementales de s'associer à la célébration du centenaire de l'espéranto et d'étudier la possibilité d'utiliser l'espéranto comme moyen de diffuser parmi leurs membres toutes sortes d'informations, y compris sur les activités de l'UNESCO » ;

## Propositions non retenues
Depuis, il y a eu d'autres propositions de résolution qui n'ont pas été retenues, par exemple, à Paris, le 17 octobre 2001 où cette résolution aurait permis à la conférence générale de notamment : 
- réaffirmer son appui aux activités du mouvement espérantophone dans la mesure où elles sont axées sur le dialogue entre les civilisations sur la base de l'égalité, de la diversité culturelle et linguistique du monde et de la protection des langues et des cultures menacées,
- inviter les États membres à ajouter l'espéranto aux programmes d'études de leurs écoles et de leurs établissements d'enseignement supérieur,
- recommander que les organisations internationales non gouvernementales examinent la possibilité d'utiliser l'espéranto pour corriger le caractère inéquitable des pratiques linguistiques actuelles et promouvoir des relations multiculturelles non discriminatoires entre leurs membres.

## Autres reconnaissances
Par contre, il y a eu des messages du Directeur général de l'UNESCO, comme celui adressé à l'occasion du 90e Congrès mondial d'espéranto en Lituanie, 23 au 30 juillet 2005, dans lequel, notamment le Directeur déclare : 
- « On ne peut que se réjouir de cette volonté qui vous anime de favoriser et promouvoir, dans la droite ligne de la Déclaration universelle sur la diversité culturelle, adoptée par la Conférence générale de l'UNESCO en 2001, les valeurs et principes de la diversité culturelle et linguistique. »
- « En effet, l'espéranto, langue à vocation universelle et internationale, constitue un outil inédit pour relier entre elles les cultures et langues. L'UNESCO, pour sa part, veille à ce que la richesse culturelle du monde, incarnée par la pluralité des identités au sein de sociétés elles-mêmes plurielles, soit à l'image d'une diversité en dialogue sans cesse renouvelée. »